# فرد فالنتاين (لاعب كرة قدم)
فرد فالنتاين (بالإنجليزية: Fred Valentine)‏ (1880 في المملكة المتحدة - ) هو لاعب كرة قدم بريطاني (وحمل سابقاً جنسية المملكة المتحدة لبريطانيا العظمى وأيرلندا) في مركز الدفاع. لعب مع نادي بيرنلي وأكرينجتون ستانلي ‏.